# Thereus enenia
Thereus enenia is een vlinder uit de familie van de Lycaenidae. De wetenschappelijke naam van de soort werd als Thecla enenia in 1867 gepubliceerd door William Chapman Hewitson.